# 西千住駅
西千住駅（にしせんじゅえき）は、東京都足立区千住緑町にかつて存在した京成電鉄本線の駅である。

## 概要
京成本線町屋駅 - 千住大橋駅の間に存在していた。
東京都足立区千住緑町一帯は、かつて京成電気軌道によっておこなわれた日暮里駅・上野公園駅間トンネル工事の際に排出された残土を利用し、隅田川の川岸を埋め立てて宅地造成・分譲された土地である。この分譲地の利便を図り1935年に西千住駅が開設された。しかしながら千住大橋駅に近かったため、また不要不急として1943年に営業が休止され、1947年に廃止となった。
所在地は現在の千住警察署千住緑町交番跡地（2015年に移転）の向かい側。

## 沿革
- 1935年（昭和10年）6月1日 - 開設
- 1943年（昭和18年）10月 - 営業休止
- 1947年（昭和22年）2月28日 - 廃止

## 隣の駅
廃止当時
町屋駅 - 西千住駅 - 千住大橋駅